# Casa Blanca, Villa de Allende
Casa Blanca är en ort i Mexiko.   Den ligger i kommunen Villa de Allende och delstaten Mexiko, i den södra delen av landet, 110 km väster om huvudstaden Mexico City. Casa Blanca ligger 2 422 meter över havet och antalet invånare är 700.
Terrängen runt Casa Blanca är huvudsakligen kuperad, men västerut är den bergig. Runt Casa Blanca är det ganska tätbefolkat, med 144 invånare per kvadratkilometer. Närmaste större samhälle är Ixtapan del Oro, 15,0 km sydväst om Casa Blanca. I omgivningarna runt Casa Blanca växer huvudsakligen savannskog.